# Tamio Ōki
Tamio Ōki (大木 民夫, Ōki Tamio) est un seiyū et narrateur japonais né le 2 janvier 1928 à Tokyo et mort le 14 décembre 2017.

## Biographie
Tamio Ōki était attaché à Mausu Promotion.

## Filmographie
(avril 2022).
 (mars 2016).

### Animations télévisées
- 1968 Kyojin no hoshi : Shigeru Mizuhara
- 1970 Ashita no Joe : Gōhei Ōigawa
- 1975 Flanders no inu : Cozets
- 1980 Astro, le petit robot : Dr. Tenma (en)
- 1983 Signé Cat's Eyes : Sadatsugu Nagaishi
- 1988 Muscleman : Ka-Tar
- 1990 Musashi, the Samurai Lord (en) : Narrateur
- 1995 El-Hazard : Dr. Schtalubaugh
- 1999 Steel Angel Kurumi (en) : le général
- 2002 Ailes grises (Haibane Renmei) : Washi
- 2002  Macross Zero : Nutouki
- 2003 Mujin wakusei Survive : Survive
- 2004 Fantastic Children :  King Titas
- 2005 Eureka Seven : Ken-Goh
- 2006 Kiba : Jiko
- 2010 Ōkami Kakushi : Juuzou Kushinada
- 2011 Fate/Zero : Cormac mac Airt
- 2012 From the New World : Mushin
- 2012  JoJo's Bizarre Adventure : Tonpeti
- 2014 Black Bullet : Kikunojō Tendō

### OAV
- 1985 Dream Hunter Rem : Professor Shinigami/Mephisto
- 1988 Appleseed : Nereus
- 1988  Aim for the Top! : Captain Tatsumi Tashiro
- 1990 The Hakkenden : Yoshizane Satomi
- 1990  Record of Lodoss War : Wort
- 1993 Genocyber : President Kyuuryuu
- 1995 Irresponsable capitaine Tylor (Irresponsable capitaine Tylor) : Ronawā
- 1998 Legend of the Galactic Heroes : Lazar Lobos
- 1998  Tekken: The Motion Picture : Dr. Boskonovitch
- 2000 The King of Braves GaoGaiGar Final : Pei La Kain
- 2004 Mobile Suit Gundam MS IGLOO : Albert Schacht

### Films d'animation
- 1986 : Project A-ko : Earth Defense Headquarters Chief
- 1987 : Wicked City : Hotel owner
- 1991 : The Heroic Legend of Arslân : narrateur
- 1991 Mobile Suit Gundam F91 : Theo Fairchild
- 1993 : Doraemon: Nobita and Tin-Plate Labyrinth : Burikin
- 1995 : Ghost in the Shell/Mobile Armored Riot Police : Daisuke Aramaki, chef de la section 9
- 1999 : Jin-Roh, la brigade des loups : CAPO Officer
- 2004 : Ghost in the Shell 2: Innocence : Daisuke Aramaki
- 2011 : Voyage vers Agartha : Old Man from Amaurot
- 2011 Friends: Mononoke Shima no Naki : Elder
- 2012 : Fairy Tail the Movie: The Phoenix Priestess : Elder
- 2012 Les Enfants loups, Ame et Yuki : Yamaoka
- 2013 : Hal : Tokio

### Tokusatsu
- 1976 Choujin Bibyun : Sakaabashira
- 1998 Tetsuwan Tantei Robotack : Master Ranking
- 2008 Engine Sentai Go-onger : Savage Water Barbaric Machine Beast Kama Banki

## Ludographie
- Dark Chronicle : Dona Hōn
- Guardian Heroes : Kanon G. Gray
- Final Fantasy XII : Gran Kiltias Anastasis
- Kingdom Hearts: Birth by Sleep : Magic Mirror
- Langrisser I & II : King Ilzack
- Lego Dimensions : Saruman
- Spyro the Dragon : Elder dragon
- Tekken : Wang Jinrei
- Tekken 2 : Wang Jinrei
- Tekken Tag Tournament : Wang Jinrei
- Vampire Hunter D (jeu vidéo) : John Elbourne
- 2002 : Star Wars Rogue Squadron II: Rogue Leader : (Obi-Wan Kenobi)

## Doublage

### Live-action
- George Gaynes
  - Tootsie (1987 Fuji TV edition) : John Van Horn
  - Police Academy 2 : Eric Lassard
  - Police Academy 3 : Eric Lassard
  - Police Academy 4 : Eric Lassard
  - Police Academy 5 (1990 TBS edition) : Eric Lassard
  - Police Academy 6 (1992 TBS edition) : Eric Lassard
  - Police Academy 7 (1998 TV Tokyo edition) : Eric Lassard
- Patrick Stewart
  - X-Men : Professeur Charles Xavie)
  - X2 : Professeur Charles Xavier
  - X-Men: The Last Stand : Professeur Charles Xavier
  - X-Men Origins: Wolverine : Professeur Charles Xavier
  - The Wolverine : Professeur Charles Xavier
  - X-Men: Days of Future Past : Professeur Charles Xavier
- Christopher Plummer
  - 12 Monkeys : Dr. Goines
  - The Arrow : George Hees
  - Hidden Agenda : Ulrich Steiner
  - Lucky Break : Graham Mortimer
  - Syriana : Dean Whiting
- Christopher Lee
  - Sherlock Holmes et le Collier de la mort : Sherlock Holmes
  - Rasputin, the Mad Monk : Grigori Rasputin
  - Goliath Awaits : John McKenzie
  - Gremlins 2: The New Batch : Doctor Catheter
  - The Hobbit: The Battle of the Five Armies : Saruman
- Max von Sydow
  - Un baiser avant de mourir (A Kiss Before Dying) : Thor Carlsson
  - Hostile Waters : Admiral Chernavin
  - Minority Report : Director Lamar Burgess
  - The Diving Bell and the Butterfly : Mr. Bauby Sr.
- Retour vers le futur (Principal Strickland (James Tolkan))
- Retour vers le futur 2 (Principal Strickland (James Tolkan))
- Retour vers le futur 3 (Chief Marshal James Strickland (James Tolkan))
- Battle of Britain (Adolf Hitler (Rolf Stiefel))
- Captain Scarlet and the Mysterons (The Mysterons (Donald Gray))
- Charlie and the Chocolate Factory (2008 NTV edition) (Grandpa Joe (David Kelly))
- Creepshow (TV edition) (Upson Pratt (E. G. Marshall))
- Dallas (Jock Ewing)
- Gladiator (Marcus Aurelius (Richard Harris))
- The Great Escape (1971 Fuji TV edition) (Ramsey (James Donald))
- Haute Cuisine (Le Président (Jean d'Ormesson))
- Hot Shots! (TV Asahi edition) (Admiral Thomas "Tug" Benson)
- Hot Shots! Part Deux (TV Asahi edition) (President Thomas "Tug" Benson)
- Hudson Hawk (Alfred (Donald Burton))
- Indiana Jones and the Last Crusade (Walter Donovan (Julian Glover))
- Indiana Jones and the Last Crusade (1998 TV Asahi edition) (Old Knight (Robert Eddison))
- Le Juge (juge Joseph Palmer (Robert Duvall))
- Licence to Kill (1999 TV Asahi edition) (M (Robert Brown))
- The Living Daylights (1998 TV Asahi edition) (M (Robert Brown))
- Men in Black (Chief Zed (Rip Torn))
- Men in Black II (Chief Zed (Rip Torn))
- Mortdecai (The Duke (Michael Byrne))
- Y a-t-il un flic pour sauver le président ? (George H. W. Bush (John Roarke))
- Ocean's Eleven (Saul Bloom (Carl Reiner))
- Ocean's Twelve (Saul Bloom (Carl Reiner))
- Palace Guard (Arturo Taft (Tony Lo Bianco))
- Poltergeist 3 (révérend Kane (Nathan Davis))
- RoboCop 2 (Omni (Dan O'Herlihy))
- Shooter, tireur d'élite (Michailo Serbiak (Rade Šerbedžija))
- Space Cowboys (Bob Gerson (James Cromwell))
- Space Truckers (John Canyon (Dennis Hopper))
- Spring Waltz (grand-père de Phillip)
- Titanic (Edward Smith (Bernard Hill))
- Thunderbirds Are Go (TV edition) (Controller)
- Wanted : Choisis ton destin (Pekwarsky (Terence Stamp))
- Qui veut la peau de Roger Rabbit (Judge Doom (Christopher Lloyd))

### Animation
- Batman (Dr Emile Dorian)
- Les Nouveaux Héros (père de Fred)
- Police Academy (Com. Eric Lassard)
- Brisby et le Secret de NIMH (Nicodemus)
- Les Simpson (George H. W. Bush)
- Blanche-Neige et les Sept Nains (Miroir magique)
- Tarzan (Professor Porter)
- Là-haut (Charles F. Muntz)